# BB Seguridade
BB Seguridade (Banco do Brasil Seguridade) ist ein brasilianisches Versicherungsunternehmen mit Sitz in Brasília. Die Aktivitäten des Unternehmens sind in zwei Segmente unterteilt: Versicherung und Vermittlung. Der Versicherungsbereich bietet Lebens-, Schaden- und Unfallversicherungen, Kfz-Versicherungen, Sonderrisiken, Finanz- und Transportversicherungen, Krankenversicherungen, private Pensions- und Kapitalversicherungen sowie Rückversicherungen an. Der Geschäftsbereich Vermittlung konzentriert sich auf die Vermittlung von Versicherungen, die Verwaltung von Pensions- und Kapitalisierungsplänen sowie die Förderung von Versicherungs- und Rückversicherungsprodukten. Darüber hinaus bietet es Beratung in Bezug auf die Auswahl von Versicherungen. Zu den Tochterunternehmen des Unternehmens gehören BB Seguros Participacoes SA und BB Cor Participacoes SA.
BB Seguridade wurde am 20. Dezember 2012 von der Banco do Brasil gegründet. Am 29. April 2013 wurde BB Seguridade im Segment „Novo Mercado“ an der brasilianischen Börse Bovespa gelistet. Es handelte sich um den größten Börsengang in der Geschichte von BM & F Bovespa.